# Агдамкенд
Агдамкенд (азерб. Ağdamkənd) — село в Агдамском районе Азербайджана. Предполагается, что это село было переименовано или больше не существует, поскольку в административно-территориальном делении Азербайджана не упоминается под этим названием.

## История
В 1926 году согласно административно-территориальному делению Азербайджанской ССР село относилось к Агдамскому уезду. После реформы административного деления и упразднения уездов в 1929 году вошёл в состав Агдамского района Азербайджанской ССР.
В июле 1993 года бо́льшая часть территории района, включая село Агдамкенд перешла под контроль непризнанной НКР армянских сепаратистов.

### Современный период
После окончания Второй Карабахской войны было подписано Заявление о прекращении огня, по условиям которого 20 ноября 2020 года вся территория Агдамского района была возвращена Азербайджану.

## См.также
- Гаджымамедли